# یشیل‌چات (دینار)
یشیل‌چات (به ترکی استانبولی: Yeşilçat) یک منطقهٔ مسکونی در ترکیه است که در دینار (شهر) واقع شده‌است.